# Eduard Heilfron
Eduard Heilfron (* 30. Juli 1860 in Thorn, Preußen; † 19. Mai 1938 in Berlin) war ein deutscher Jurist. Er war jüdischer Herkunft, aber christlich konvertiert.

## Leben
Nach Gymnasialbesuch in Thorn studierte er Rechtswissenschaften an der Universität Heidelberg, in Leipzig, wo er 1883 promovierte, und in Berlin. Ab 1894 wirkte er als Amtsrichter in Nauen und in Berlin-Mitte. 1904 wurde er zum Professor an der Königlichen Akademie in Posen und 1906 zum Honorarprofessor an der Handelshochschule in Berlin ernannt. 1919 erfolgte seine Berufung zum Professor an der Verwaltungsakademie Berlin. Außerdem wurde ihm der Titel „Geheimer Justizrat“ verliehen. Er verfasste zahlreiche Bücher über verschiedene Rechtsbereiche, betätigte sich als juristischer Redakteur der Deutschen Allgemeinen Zeitung und als Mitherausgeber der Leipziger Zeitschrift für Deutsches Recht (1914–1933). Als Herkunfts-Jude war seine akademische Karriere mit der Machtergreifung Hitlers beendet. Lediglich eine Ergänzungslieferung zu Heilfrons Werk Die Steuern erschien noch 1935/36. 
Seit 1892 war Heilfron mit Valerie Fuchs verheiratet. Seine letzte Ruhestätte fand er auf dem Südwestkirchhof Stahnsdorf.

## Schriften
- Inwiefern ist das Pfandrecht kein accessorisches Recht: nach gemeinem und preußischem Recht. Leipzig 1883, OCLC 699749201. (Diss.)
- Römische Rechtsgeschichte und System des römischen Privatrechts. Berlin 1893, OCLC 18168062.
- Deutsche Rechtsgeschichte. Staatsrecht. Kirchenrecht. Berlin 1894, OCLC 247700454.
- Lehrbuch des Bürgerlichen Rechts auf der Grundlage des BGB. 4 Bde., Berlin 1900.
- Lehrbuch des Konkursrechts. Berlin 1905, OCLC 21178870.
- Lehrbuch des Handelsrechts. 2 Bde., Berlin 1907–1909.
- Lehrbuch des Zivilprozessrechts. 2 Bde., 2. Auflage. Berlin 1910. (mit Georg Pick)
- Geld-, Bank- und Börsenrecht. 2. Auflage. Berlin 1912.
- Lehrbuch des Kirchenrechts. Mannheim 1914.
- Lehrbuch des Staats- und Verwaltungsrechts. Mannheim 1914.
- Die rechtliche Behandlung der Kriegsschäden. 2 Teile, Mannheim 1916–1918.
- Englands Krigsførelse mod de Neutrale. København 1918, OCLC 466253397. (dänisch)
- Die Deutsche Nationalversammlung im Jahre 1919/1920 in ihrer Arbeit für den Aufbau des neuen deutschen Volksstaates. 9 Bde., Berlin 1919–1920, OCLC 559192132.
- Einführung in die Rechtswissenschaft. Mannheim 1921. (mit Walter Bayerhoffer)
- Die Verfassung des Freistaates Preußen. Mannheim 1921.
- Vor den Schranken des Gerichts. Fröhliche Rechtsbelehrung in einer Stunde. Leipzig 1921, OCLC 62419673.
- Drum prüfe, wer sich ewig bindet … Eherecht in einer Stunde. Leipzig 1922, DNB 580130649.
- Die neuen Steuergesetze. Mannheim 1925.
- Die Aufwertungsgesetzgebung. Mannheim 1925.
- Grundrisse des Rechts. 7 Bde. 3.–6. Auflage. Mannheim 1927–1933.
- Der neue Plan. Youngplan und Haager Vereinbarungen. Berlin 1931, DNB 57371326X. (mit Paul Nassen)
- Die Steuern. Berlin 1931. (mit Fritz Koppe)
- Eherecht am laufenden Bande: Von der Verlobung bis zur Scheidung. Berlin 1933, DNB 573713251.